# Controle externo da atividade policial
O controle externo da atividade policial é aquele realizado pelo Ministério Público no exercício de sua atividade fiscalizatória em prol da sociedade e em virtude de mandamento constitucional expresso.

## Previsão constitucional
A Constituição de 1988, em seu art. 129, VII, considerou função institucional do Ministério Público o exercício do controle externo da atividade policial, na forma da lei complementar de regência da Instituição. A atividade também é respaldada no art. 127 e incisos I e II do art. 129 da carta constitucional e é exercida em conformidade com o disposto nas leis orgânicas do Ministério Público da União e dos Ministérios Públicos dos Estados.
O policiamento ostensivo tem caráter eminentemente preventivo e objetivo de evitar e interromper a prática de crimes mediante ações como rondas e fiscalizações. Essa função é exercida, por exemplo, pelas polícias militares, policias rodoviárias e força nacional.
A chamada polícia judiciária tem a finalidade de  esclarecer fatos previstos como crime e identificar seus possíveis autores, colher provas, proceder a perícias e inquirir pessoas, sendo exercida, por exemplo, pelas polícias civis e federal. 
Como um dos braços armados do Estado, a polícia judiciária é subordinada ao Ministério da Justiça ou respectivas Secretarias de Segurança Pública (CF/88, art. 144, § 6º). Ademais, submete-se à coordenação e fiscalização do Ministério Público que é a Instituição constitucionalmente legitimada a promover privativamente a ação penal pública (CF/88, art. 129, I) e destinatária final de toda a prova colhida pela polícia judiciária. Em função disso, no Brasil, as requisições ministeriais realizadas no bojo de autos de investigação são de cumprimento obrigatório pela autoridade policial. Assim também ocorre na maioria dos países da União Europeia.

## Previsão legal
A Lei nº 8.625, de 12 de fevereiro de 1993 (Lei Orgânica do Ministério Público) tratou do controle externo da atividade policial de forma sucinta. A LC Nº 75, de 20 de maio de 1993 (Lei Orgânica do Ministério Público da União), por sua vez, abordou o controle externo da atividade policial nos artigos 3º, 9º e 10. Tais normas têm aplicação, de forma subsidiária, aos Ministérios Públicos dos Estados, conforme dispõe o artigo 80 da Lei Orgânica Nacional do Ministério Público.
Visando a regulamentar o exercício do controle externo da atividade policial no âmbito do Parquet Federal, o Conselho Superior do Ministério Público Federal (CSMPF) editou a Resolução nº 88, de 03 de agosto de 2006. Posteriormente, tendo em vista a necessidade de unificar o entendimento sobre o controle externo da atividade policial no âmbito do Ministério Público, o Conselho Nacional do Ministério Público (CNMP) editou a Resolução Nº 20, de 28 de maio de 2007.

## Finalidade
O controle externo da atividade policial pelo Ministério Público tem como objetivo manter a regularidade e a adequação dos procedimentos empregados na execução da atividade policial, bem como a integração das funções do Ministério Público e das Polícias voltadas para a persecução penal e o interesse público (cf. art. 2º da Res. CNMP Nº 20, de 28 de maio de 2007 e art. 1º da Res. CSMPF Nº 88, de 03 de agosto de 2006).
O controle externo se assenta em dois pilares:
1. verificar a eficiência da atividade policial, zelando para que sejam fornecidos elementos suficientes ao Ministério Público para o oferecimento da denúncia ou arquivamento do caso;
2. corrigir eventuais desvios e abusos da atividade policial, garantindo-se o respeito aos direitos e garantias dos cidadãos.

## Amplitude
Estão sujeitos ao controle externo do Ministério Público, na forma do art. 129, VII, da Constituição Federal, e da legislação em vigor, os organismos policiais relacionados no art. 144 da Constituição Federal, bem como as polícias legislativas ou qualquer outro órgão ou instituição, civil ou militar, relacionada com a segurança e a persecução criminal (cf. art. 1º da Res. CNMP Nº 20, de 28 de maio de 2007).

## Espécies
O controle externo da atividade policial se apresenta sob as espécies difusa e concentrada (cf. art. 3º da Res. CNMP Nº 20, de 28 de maio de 2007).
O controle difuso é exercido por todos os membros do Ministério Público com atribuição criminal, através do acompanhamento e fiscalização do inquérito e outros procedimentos de investigação policial. O controle concentrado, por sua vez, é exercido pelos grupos de membros com atribuições específicas, que devem também realizar inspeções periódicas nas unidades de polícia.
No âmbito do Ministério Público Federal (MPF), o controle concentrado é exercido em cada Unidade da Federação, por um Grupo de Procuradores da República (GCEAP), designado pelo prazo de dois anos por ato do Procurador-Geral da República (conforme art. 5º da Res. CSMPF Nº 88, de 03 de agosto de 2006). A coordenação nacional da atuação criminal e do controle externo incumbe à 2ª Câmara de Coordenação e Revisão (2ª CCR/MPF). Ela é assessorada, em matéria de controle externo, pelo Grupo de Trabalho da Atividade de Controle Externo (GTCeap) que subsidia o trabalho dos Procuradores da República integrantes dos GCeaps nos estados.